# David Ciente
David Ciente (Oradea, 9 de julio de 1989) es un productor y compositor rumano. En 2012 y 2013, intentó representar a Rumania en el Festival de la Canción de Eurovisión con su banda Electric Fence; en el evento de selección, obtuvo el segundo lugar en ambas ocasiones. Desde que firmó un contrato discográfico con el sello Global Records, Ciente ha colaborado con varios artistas como Andra, Inna, Selena Gomez, Alicia Keys y Adam Lambert. 

## Biografía y carrera
David Ciente nació el 9 de julio de 1989 en Oradea, Rumania. Descubrió su pasión musical y talento a una edad temprana, tomando clases de piano clásico a la edad de nueve años. Luego estudió música y se graduó en la Universidad Nacional de Música Bucarest. En su adolescencia, Ciente tocaba el teclado en una banda de rock local y luego se unió al proyecto Danger con el que tuvo conciertos en Rumania y en el extranjero. Tras su retirada del grupo, Ciente formó la banda Raza—conocida más tarde como Electric Fence—con Elena Vasile. Juntos presentaron las canciones «Șun-ta» y «Emilia» en 2012 y 2013, respectivamente, para participar en Selecția Națională, un evento organizado para seleccionar al representante rumano en el Festival de la Canción de Eurovisión; Electric Fence obtuvo el segundo lugar en ambas ocasiones.
En los años siguientes, Ciente firmó un contrato de grabación con el sello rumano Global Records y se estableció como productor musical, notablemente por su trabajo con la cantante rumana Inna en las canciones de sus álbumes de estudio, Yo (2019) y Heartbreaker (2020). También ha colaborado con otros artistas como Lariss, Shift y Andra, así como también con Alicia Keys y Adam Lambert. En 2020, Ciente compuso el tema «Ring» presente en el disco de Selena Gomez, Rare.

## Discografía
| Año  | Título                           | Artista(s)           | Álbum             |
| ---- | -------------------------------- | -------------------- | ----------------- |
| 2014 | «Dale Papi»                      | Lariss               | Canción sin álbum |
| 2015 | «Bună, ce mai zici?»             | Ruby con Dorian Popa | Canción sin álbum |
| 2015 | «Avioane de hârtie»              | Shift con Andra      | Canción sin álbum |
| 2015 | «Epana»                          | Lariss               | Canción sin álbum |
| 2017 | «Gimme Gimme»                    | Inna                 | Nirvana           |
| 2017 | «Ruleta»                         | Inna                 | Nirvana           |
| 2017 | «Nirvana»                        | Inna                 | Nirvana           |
| 2018 | «Me gusta»                       | Inna                 | Canción sin álbum |
| 2018 | «La Vida»                        | Inna                 | Yo                |
| 2018 | «Locura»                         | Inna                 | Yo                |
| 2018 | «Sí, Mamá»                       | Inna                 | Yo                |
| 2018 | «Iguana»                         | Inna                 | Yo                |
| 2018 | «Ra»                             | Inna                 | Yo                |
| 2019 | «Te Vas»                         | Inna                 | Yo                |
| 2019 | «Sin Ti»                         | Inna                 | Yo                |
| 2019 | «Tu manera»                      | Inna                 | Yo                |
| 2019 | «Gitana»                         | Inna                 | Yo                |
| 2019 | «Contigo»                        | Inna                 | Yo                |
| 2019 | «Fuego»                          | Inna                 | Yo                |
| 2020 | «Ring» (Créditos de composición) | Selena Gomez         | Rare              |
| 2020 | «Bad Girls Get Lonely Too»       | Diana V              | Canción sin álbum |
| 2020 | «Backpack»                       | TAG y Pitbull        | Canción sin álbum |
| 2020 | «Beautiful Lie»                  | Inna                 | Heartbreaker      |
| 2020 | «Flashbacks»                     | Inna                 | Heartbreaker      |
| 2020 | «Gucci Balenciaga»               | Inna                 | Heartbreaker      |
| 2020 | «Heartbreaker»                   | Inna                 | Heartbreaker      |
| 2020 | «Maza Jaja»                      | Inna                 | Heartbreaker      |
| 2020 | «One Reason»                     | Inna                 | Heartbreaker      |
| 2020 | «Sunset Dinner»                  | Inna                 | Heartbreaker      |
| 2020 | «Thicky»                         | Inna                 | Heartbreaker      |
| 2020 | «Till Forever»                   | Inna                 | Heartbreaker      |
| 2020 | «You and I»                      | Inna                 | Heartbreaker      |